# Orgeln der Stadtpfarrkirche Hermannstadt
Die Orgeln der Stadtpfarrkirche Hermannstadt sind mehrere historische und moderne Orgeln in der evangelischen Stadtpfarrkirche Hermannstadt, rumänisch Sibiu, Siebenbürgen. Die Hauptorgel wurde von der Firma W. Sauer aus Frankfurt (Oder) 1914/1915 gebaut und ist mit 78 Registern (71 klingende Register und 7 Transmissionen) auf vier Manualen und Pedal die größte Kirchenorgel Rumäniens. Der Prospekt aus dem Jahr 1672 von Johann Vest ist der älteste erhaltene in Siebenbürgen.
Ein Positiv von Johannes Hahn von 1748 hat sechs Register und steht momentan in der Ferula.
Ein neues Positiv von Hermann Binder aus Hermannstadt von 2001 hat vier Register und steht in der Sakristei. 
Eine Übungsorgel aus der Werkstatt Emil Hammer Orgelbau von 1969 hat sieben Register auf zwei Manualen und Pedal. Diese wurde 2019 in ein Zimmer im Nachbarhaus umgezogen, um damit den Orgelspielern vor allem das Üben im Winter zu erleichtern.
Nach der Renovierung der Kirche wurde die durch die Firma COT Honigberg (Harman) 2016 restaurierte Hahn-Orgel (1773) aus der Evang. Kirche Stolzenburg / Slimnic / Szelindek im südlichen Querschiff aufgestellt und gesichert. 2019 wurden dem Instrument die Prospektpfeifen gestohlen. Sie wurden 2022 im Rahmen des Umzuges rekonstruiert und eingebaut. Das Instrument bleibt Eigentum er Evang. Kirchengemeinde Stolzenburg. In einem Vertrag ist der Verbleib von vorerst 10 Jahren dokumentiert. 
Auf dem Turmsockel in der Ferula wurde durch die Firma COT ebenfalls nach Abschluss der Innenrenovierung die Samuel-Mätz-Orgel aus Martinsberg / Șomartin / Mártonhegy aufgestellt. Das Instrument bleibt ebenfalls Eigentum der Evang. Kirchengemeinde Martinsberg und in einem Vertrag ist der Verbleib von vorerst 15 Jahren dokumentiert.
Weiter steht in der Kirche ein mobiles Truhenpositiv und ein Portativ, beide erbaut von Ferdinand Stemmer, Zumikon (CH). 
Die Kirchenmusiker der Evang. Kirchengemeinde  A.B. Hermanstadt veranstalten ganzjährig Konzerte auf den verschiedenen Orgeln der Stadtpfarrkirche Hermannstadt: Freitags um 12 Uhr, Samstags 19 Uhr.

## Hauptorgel

### Geschichte
Erste Orgeln
Von 1350 sind erste Nachrichten über eine Orgel in der Stadtkirche in Hermannstadt erhalten.
Von 1671 bis 1672 baute der Orgelbauer Johann Vest aus Bartfeld in Oberungarn eine Orgel mit 40 Registern auf zwei Manualen und Pedal, die damals die größte im damaligen Ungarn war. Das Gehäuse ist erhalten, als wahrscheinlich ältestes in Siebenbürgen, ebenso fast alle (davon einige 16'-) Prospektpfeifen aus Zinn. Sie verstummten durch den Neubau 1914/15.
 Sauer-Orgel von 1914/1915 
1914 erfolgte eine internationale Ausschreibung zum Neubau einer Orgel. Dafür wurden 40.000 Gulden zur Verfügung gestellt. Dieser wurde durch die Firma Wilhelm Sauer Frankfurt (Oder) durchgeführt, die in dieser Zeit im Besitz von Paul Walcker aus Ludwigsburg war. Zu Weihnachten 1915 wurde sie durch den Organisten Johann Leopold Bella und weitere Mitwirkende eingeweiht. Sie war mit 71 Registern, 7 Transmissionen, vier Manualen und Pedal die größte im damaligen Ungarn und eine der ersten der Firma mit elektropneumatischen Trakturen.
1916 wurden die elektrischen Trakturen verbessert, 1932, 1936 und 1940 fanden weitere Reparaturen statt, bei denen auch die Disposition geändert wurde.
1997 führte die Orgelbauwerkstatt von Christian Scheffler aus Sieversdorf in Brandenburg umfassende Restaurierungsarbeiten durch. Dabei wurde die Disposition auf den Stand von 1915 zurückgeführt. Die Arbeiten wurden zum großen Teil vom Bundesministerium des Innern der Bundesrepublik Deutschland finanziert. Der Spieltisch wurde grundlegend durch die Licher Firma Otto Heuss erneuert. Die Orgel wurde neu verkabelt, sämtliche Elektromagnete wurden ausgetauscht (24 V statt 14 V) und alle Taschen neu bezogen. Einweihung fand am 1. Adventsonntag 1997 statt. 
Während der umfangreichen Renovierungsarbeiten an der Kirche von 2018 bis 2021 war die Orgel eingepackt und nicht spielbar. Nach der umfassenden Restaurierung der Stadtpfarrkirche (Einweihung im Oktober 2021) wurde die Orgel im Winter 2022/23 und 2023/24 technisch überholt und gereinigt. Letztes Mal geschah dies 1997 im Rahmen der Restaurierung durch die Firma Christian Scheffler, die eine Restaurierung der Orgel mit einer Rückführung der Disposition auf den originalen Zustand von 1915/1916 durchführte. Seit dem Sommer 2024 ist sie wieder voll funktionsfähig.

### Orgel
Die Orgel verfügt über 78 Register, darunter 7 Transmissionen im Pedal, vier Manuale und ein Pedal. Die Spiel- und Registertrakturen sind elektropneumatisch. Der Spieltisch steht etwa 10 Meter entfernt vom Orgelwerk auf der Südempore. Der Orgelmotor steht im Kirchturm. Das Instrument hat 14 Windladen. Auf einer stehen vier vom II. Manual (Schwellwerk) aus anspielbare Hochdruckregister (135 mm WS).
Der Prospekt der Vorgängerorgel von Johann Vest (Leutschau-Zips) aus dem Jahr 1672 ist mit bemalten und vergoldeten Holzschnitzereien besonders reich verziert. Hinzu kommen acht Holzplastiken mit jeweils einem Musikinstrument. Im Prospekt stehen originale, zum Teil verzierte  Pfeifen (bis in die 16′-Lage) aus Zinn. Das Spruchband am Prospekt lautet: „Dies Werck ist Gott zur Ehre erbaut A.D. 1672“. Am Spieltisch, der auf der Seitenempore platziert wurde, ist zu lesen: „Wilhelm Sauer/Frankfurt an der Oder op. 1182“.
Seit ihrer Erbauung haben fünf Organisten an der Orgel gewirkt: Johann Leopold / Ján Levoslav Bella (amtierend 1881–1921), Franz Xaver Dressler (1922–1969), Ernst Helmut Chrestel (1969–1984), Ursula Philippi (1985–2015) und Brita Falch Leutert (seit 2015).
Bella, Dressler und Leutert haben für diese Orgel auch komponiert. Das Orgelkonzert von Paul Richter aus Kronstadt ist ebenfalls für dieses Instrument geschrieben.
Seit über 50 Jahren gibt es eine sommerliche Orgelkonzertreihe mit internationaler Beteiligung.
Die Disposition lautet wie folgt:
| I Manual C–a3    |        |
| Principal        | 16′    |
| Bordun           | 16′    |
| Principal        | 8′     |
| Stentorprincipal | 8′     |
| Doppelflöte      | 8′     |
| Wienerflöte      | 8′     |
| Gamba            | 8′     |
| Doppelgedeckt    | 8′     |
| Gemshorn         | 8′     |
| Octave           | 4′     |
| Rohrflöte        | 4′     |
| Flûte octaviante | 4′     |
| Fugara           | 4′     |
| Nasat            | 5 1⁄3′ |
| Rauschquinte     | 2 ⁄3′  |
| Cornett III–V    | 8′     |
| Mixtur V–VI      | 2 ⁄3′  |
| Posaune          | 8′     |

| II Manual C–a3    |       |    |
| Gamba major       | 16′   |    |
| Bordun            | 16′   |    |
| Principal         | 8′    |    |
| Portunalflöte     | 8′    |    |
| Seraphonflöte     | 8′    | HD |
| Seraphongamba     | 8′    | HD |
| Lieblich Gedackt  | 8′    |    |
| Salicional        | 8′    |    |
| Principal         | 4′    |    |
| Seraphonflöte     | 4′    | HD |
| Dolce             | 4′    |    |
| Piccolo           | 2′    |    |
| Nasat             | 2 ⁄3′ |    |
| Cornett-Mixtur IV |       |    |
| Fagott            | 16′   |    |
| Tuba mirabilis    | 8′    | HD |
| Englisch Horn     | 8′    |    |

| III Manual C–a3      |       |
| Quintatön            | 16′   |
| Geigenprincipal      | 8′    |
| Schalmei             | 8′    |
| Flûte harmonique     | 8′    |
| Spitzflöte           | 8′    |
| Quintatön            | 8′    |
| Aeoline              | 8′    |
| Voix coelestis       | 8′    |
| Prästant             | 4′    |
| Dulcian              | 4′    |
| Waldflöte            | 2′    |
| Progressio harmonica | 2 ⁄3′ |
| Oboe                 | 8′    |
| Vox humana           | 8′    |
| Tremolo Vox humana   |       |

| IV Manual C–a3        |       |
| Lieblich gedeckt      | 16′   |
| Stillprincipal        | 8′    |
| Zartgedeckt           | 8′    |
| Hohlflöte             | 8′    |
| Rohrflöte             | 8′    |
| Dolce                 | 8′    |
| Traversflöte          | 4′    |
| Harmonia aetheria III | 2 ⁄3′ |
| Clarinette            | 8′    |

| Pedal C–g1    |         |           |
| Untersatz     | 32′     | akustisch |
| Contrabass    | 16′     |           |
| Principalbass | 16′     |           |
| Subbass       | 16′     |           |
| Violon        | 16′     |           |
| Harmonicabass | 16′     |           |
| Bordun        | 16′     | Tr.       |
| Gamba         | 16′     | Tr.       |
| Quintbass     | 10 2⁄3′ |           |
| Gedecktbass   | 8′      | Tr.       |
| Cello         | 8′      |           |
| Seraphongamba | 8′      | Tr.       |
| Viola         | 8′      | Tr.       |
| Seraphonflöte | 4′      | Tr.       |
| Cornett IV    | 8′      |           |
| Bombarde      | 32′     |           |
| Posaune       | 16′     |           |
| Fagott        | 16′     | Tr.       |
| Trompete      | 8′      |           |

- Koppeln:
  - Normalkoppeln: II/I, III/I, IV/I, III/II, IV/II, IV/III, I/P, II/P, III/P, IV/P
  - Superoktavkoppeln: II/I, III/I, III/II, IV/I, IV/II, IV/IV, P/P, I/P
  - Suboktavkoppeln: II/I, III/II
- Spielhilfen: 4 freie Kombinationen, 5 feste Kombinationen (p, mf, f, ff, Tutti), 3 Schweller II, III, IV, Crescendo-Walze, Handregister ab, Rohrwerke ab, Tuttipedal
- Stimmung: 435 Hz bei 15 Grad

Anmerkungen
HD = Hochdruck
Tr. = Transmission vom II. Manual

## Positiv von 1748

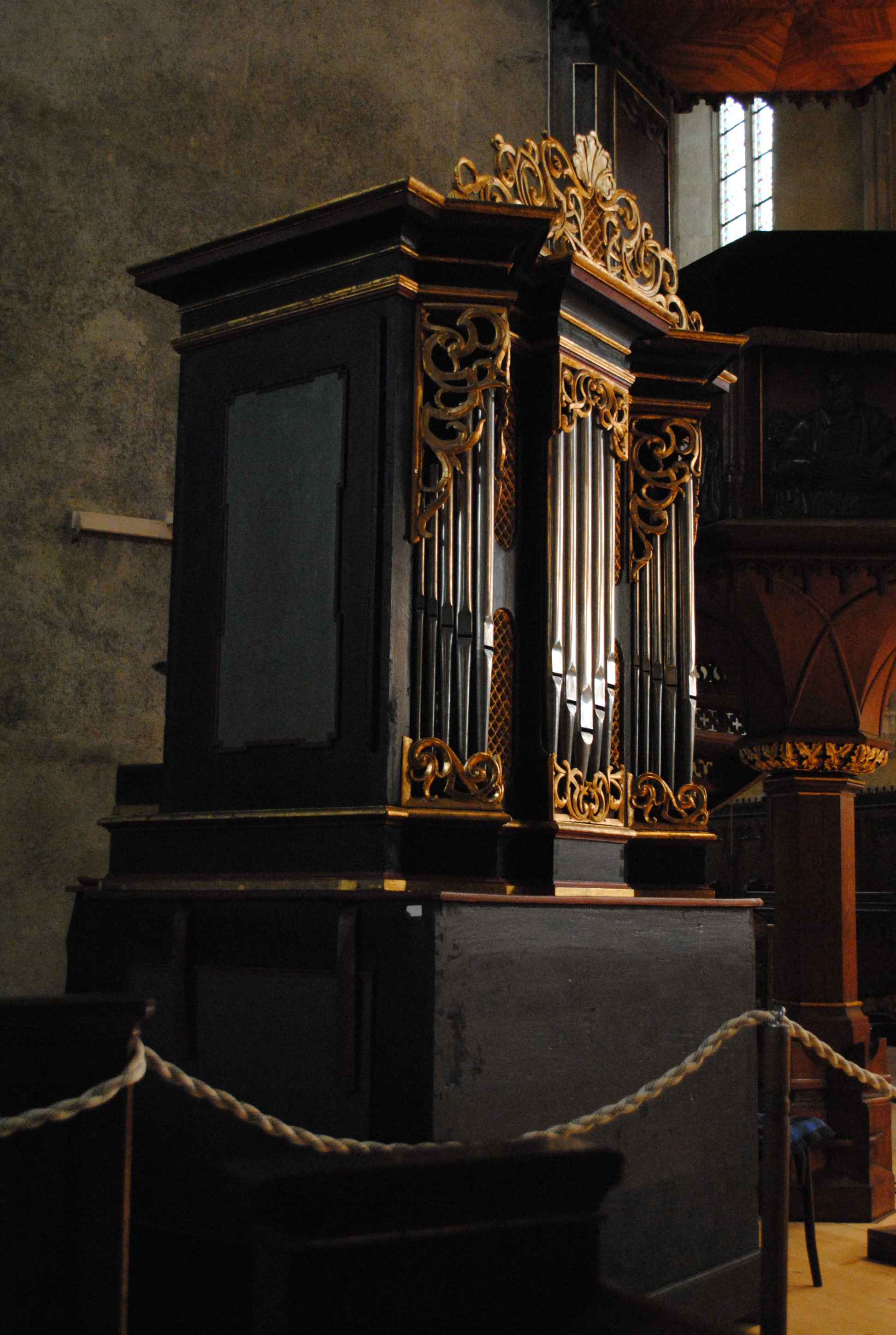
Hahnsches Positiv

Im Jahr 1748 baute Johannes Hahn ein Positiv für die evangelische Kirche in Michelsdorf an der Kleinen Kokel / Veseuș / Szásznagyvesszös. Dieses wurde von F. X. Dressler 1939 übernommen und in die Aula der Brukenthalschule in Hermannstadt versetzt, da es in Michelsdorf durch eine neue Orgel überflüssig wurde. wo es bis 1948 blieb. Dann wurde es in die auf der gegenüberliegenden Seite des Huetplatzes gelegenen Evang. Stadtpfarrkirche versetzt.
1988 wurde das Instrument auf die Südempore der Stadtpfarrkirche Hermannstadt versetzt und durch die Orgelwerkstatt von Hermann Binder restauriert. 2008/2009 folgte eine weitere Restaurierung. Gegenwärtig steht es auf der Ferulaempore der Stadtpfarrkirche (vom Hauptschiff durch den Turm abgetrennter Raum, in dem sich das Westportal der Kirche befindet).

## Tonaufnahmen
- Sauer-Orgel auf YouTube
- Sauer-Orgel auf YouTube